# Obrimona tennenti
Obrimona tennenti là một loài nhện trong họ Linyphiidae.
Loài này thuộc chi Obrimona. Obrimona tennenti được Eugène Simon miêu tả năm 1894.